# Варкарола Паліокастріца (фестиваль)
Варкарола Паліокастріца (грец. Βαρκαρόλα Παλαιοκαστρίτσας) - щорічний тематичний фестиваль, який проводиться в селищі Палеокастриця  на острові Керкіра (Корфу), Греція у першій декаді серпня.

## Що таке Варкарола
Варкарола це можливість для людей розважатись, танцювати, співати та відроджувати місцеві традиції. Залежно від місцевості є різна причина варкароли (святкування місцевого ювілею, релігійна подія, повний літній місяць або проведення тематичної варкароли). На Керкірі в Кассіопі, Беніцесі, Перитейя, Петрітті, Каламі, місті Керкіра  та інших грецьких островах та містах, таких як Кефалонія, Закінф, Лефкада, Агрініон, Превеза та багато інших, майже щороку організовують свій особливий фестиваль.

## Тематичний фестиваль у Паліокастріці
Варкарола у Палеокастриці є тематичним фестивалем, який відбувається на пляжі селища Паліокастриця майже щорічно з 1996 року (за іншими даними 1997 року).
Перша Вакарола в Паліокастриці проведена громадою села Лаконія спільно з центром дайвінгу, монастирем Панагія Палеокастриця з участю місцевих моряків та акторів. У перші роки захід проходив 13 липня, у храмовий день малої церкви святого Спиридона, в бухті Палеокастриця.

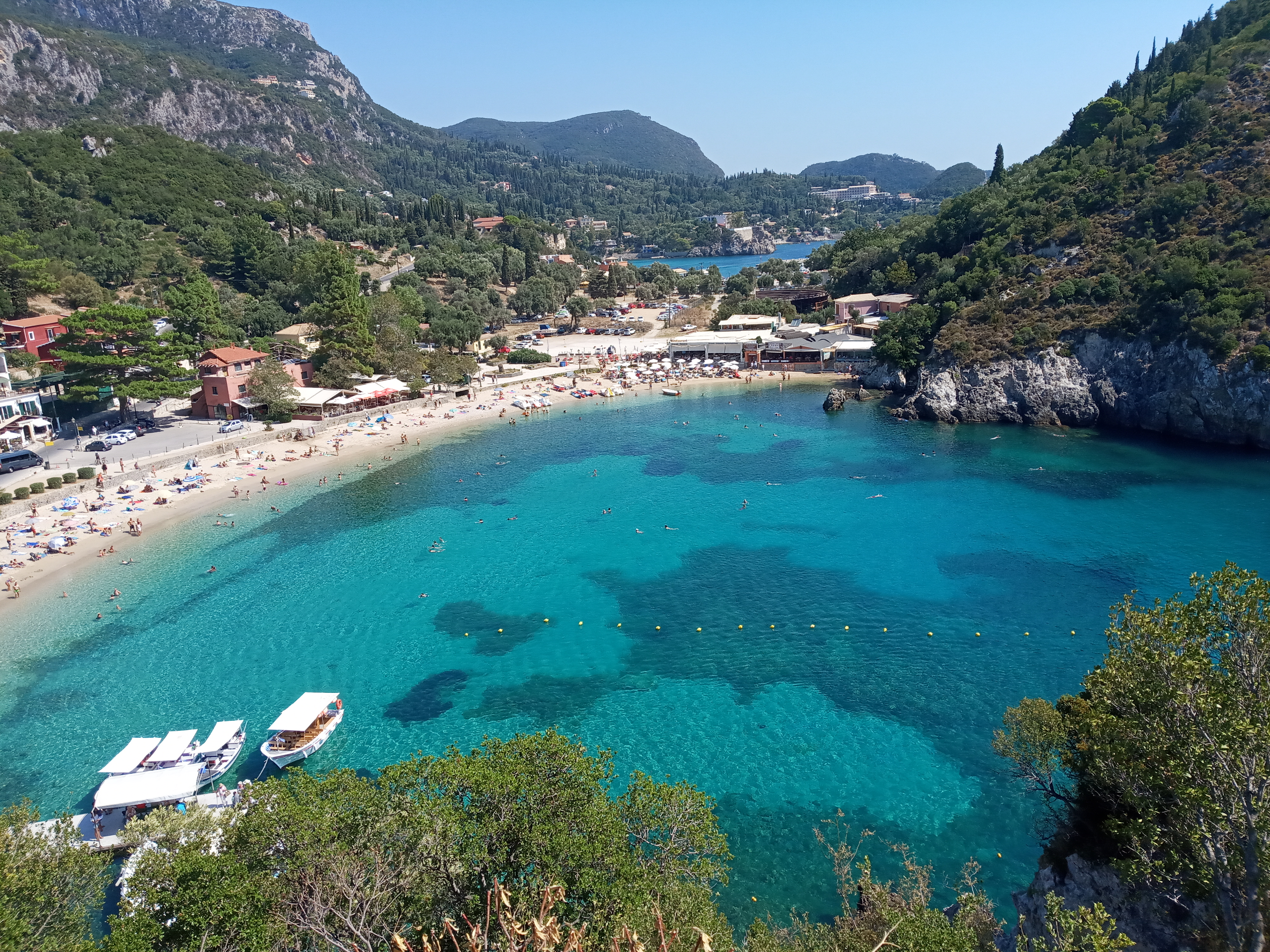
Бухта Палеокастриці де відбувається фестиваль

Фестиваль демонструє подорож гомерівського Одіссея до Ітаки під час якої його пліт коло острова Керкіри знищує Посейдон. Врятований  дочкою місцевого царя феаків Алкіноя Навсікаєю Одісей допомогу царя та повертається додому.
В бухті Палеокастріци пливуть човни і платформи, танцюристи виконують народні танці, відбувається парад оркестрів, актори грають ролі з Одіссеї. Дійство супроводжується вогняним і світловим шоу  під музику відомого грецького композитора Вангеліса Папатанасіу (мелодія «Вогненні колісниці»).
Завершують шоу феєрверки.
Після фестивалю майже щороку до світанку проводиться пляжна вечірка.
Також за окремими джерелами є фестиваль присвячений врятуванню Святим Спиридоном острова від захоплення османами в 1716 році та спалення  турецького військово-морського флоту.